# Akademisk konst

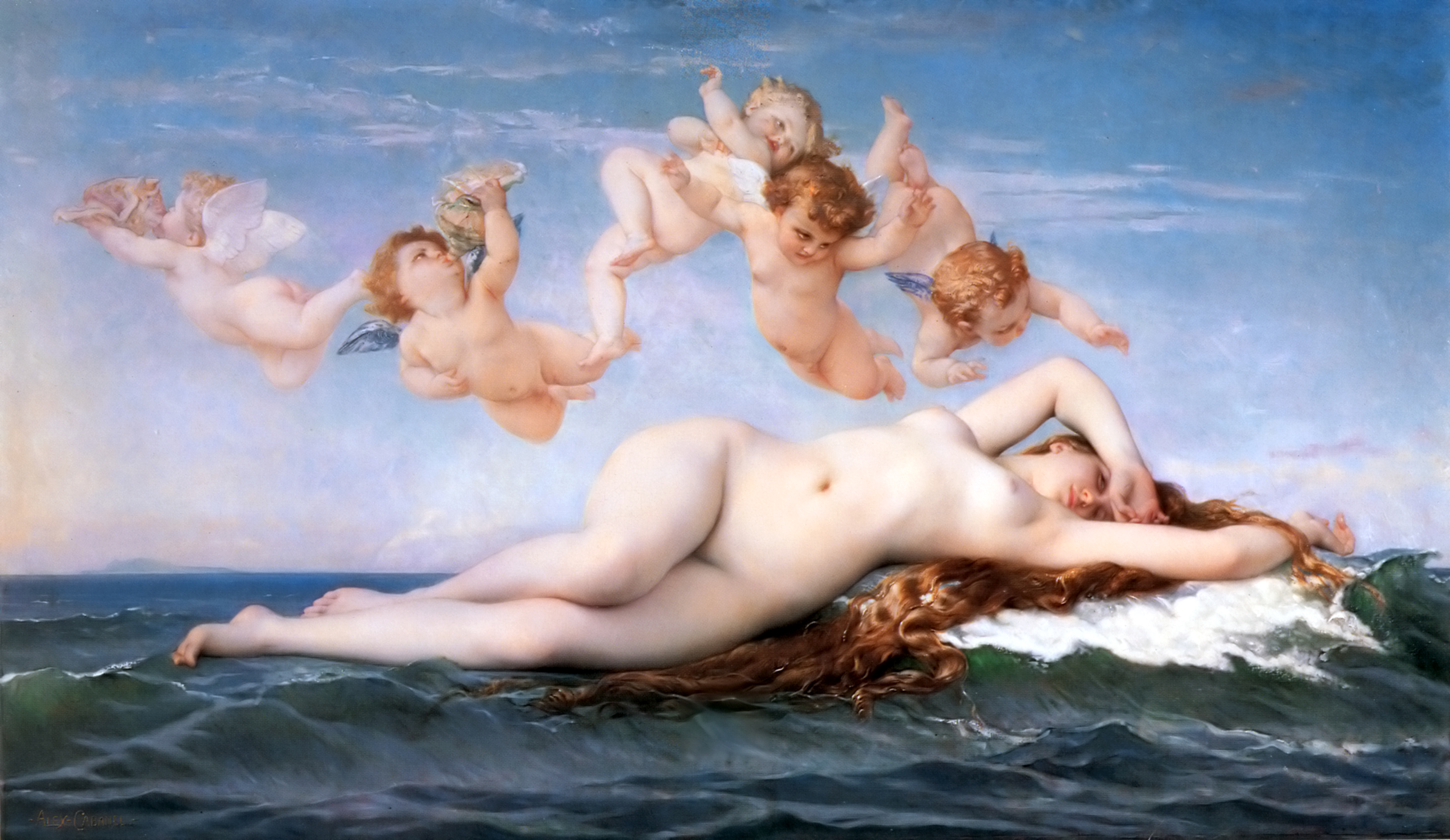
Venus födelse av Alexandre Cabanel 1863.

Akademisk konst, akademism, är den stil inom måleri och skulptur som undervisades och uppmuntrades av olika europeiska akademier och universitet på 1700- och 1800-talet. Karakteristiskt för den akademiska konsten är en utpräglad perfektionistisk stil, idealiserande realism och framställning av historiska eller mytologiska motiv.
I slutet av 1800-talet uppstod nya rörelser inom konsten såsom impressionism. Konstakademierna tog avstånd från dessa, vilket fick till följd att akademisk konst också fick en negativ klang av konstnärlig konservatism och fantasilöshet.
Akademisk konst kan även i en vidare betydelse avse all konst som skapats i den då rådande stilen som lärts ut av konstakademier och skolor. I en sådan betydelse får den stil som ursprungligen ansetts som ett uppror mot den akademiska konsten, i sin tur status som akademisk konst, när den blivit accepterad.